# Szalász-e Bábádzsáni megye

Kermánsáh tartomány megyéinek elhelyezkedése

Szalász-e Bábádzsáni megye (perzsául: شهرستان ثلاث باباجانی) Irán Kermánsáh tartomány egyik nyugati megyéje az ország nyugati részén. Északon Kurdisztán tartomány, keleten Dzsavánrud megye és Ravánszar megye, délen Dáláhu megye, délnyugatról Szarpol-e Zaháb megye, nyugatról pedig az Irakban fekvő Szulejmánijja kormányzóság határolja. Székhelye a 7 000 fős Tázeábád városa. második legnagyobb városa az 1500 fős Ozgole. A megye lakossága 37 056 fő. A megye két kerületre oszlik: Központi kerület és Ozgole kerület.

## Fordítás
- Ez a szócikk részben vagy egészben  a   Salas-e Babajani County című angol Wikipédia-szócikk ezen változatának fordításán alapul.  Az eredeti cikk szerkesztőit annak laptörténete sorolja fel. Ez a jelzés csupán a megfogalmazás eredetét és a szerzői jogokat jelzi, nem szolgál a cikkben szereplő információk forrásmegjelöléseként.